# Ardeley
Ardeley är en ort och civil parish i Storbritannien.   Den ligger i grevskapet Hertfordshire och riksdelen England, i den sydöstra delen av landet, 50 km norr om huvudstaden London. Ardeley ligger 125 meter över havet och antalet invånare är 383.
Terrängen runt Ardeley är platt. Runt Ardeley är det tätbefolkat, med 286 invånare per kvadratkilometer. Närmaste större samhälle är Stevenage, 7,7 km väster om Ardeley. Trakten runt Ardeley består till största delen av jordbruksmark.